# 鷺知らず
鷺知らず（さぎしらず）は、京都名産の、小魚の佃煮である。よく洗った鴨川産の小魚1升（490匁）につき醤油7合を入れ、砂糖・薑を少々加え、数時間煮て製する。このときの調味液の残りは次回に使用し、その不足分のみを補給する。折詰または曲物に入れて販売されていたが、今ではほとんど見ることはできない。なお、使われる小魚は体長約一寸(3cm)程のオイカワの稚魚を使う。「鉄道唱歌」の歌詞に出てくるのが知られる。